# HTC 7 Mozart
HTC 7 Mozart (модельний номер  — T8698, також відомий як HTC Mozart)  — смартфон, розроблений компанією HTC Corporation, анонсований 11 жовтня 2010 року. Працює під управлінням операційної системи Windows Phone 7.

## Огляд приладу
- Огляд смартфону HTC 7 Mozart T8698 GSM на Mobtech (укр.)
- Огляд HTC 7 Mozart: із родини Windows на Слухавка (укр.)
- Огляд HTC 7 Mozart [Архівовано 28 жовтня 2012 у Wayback Machine.] на CNET (англ.)
- Огляд HTC 7 Mozart [Архівовано 11 листопада 2012 у Wayback Machine.] на Engadget (англ.)

## Відео
- Перший погляд на HTC 7 Mozart від HTC (англ.)
- Огляд HTC 7 Mozart від PhoneArena (англ.)
- HTC Mozart. Перша ластівка на WP7 [Архівовано 9 жовтня 2016 у Wayback Machine.] від Mobile I.M.H.O. (рос.)